# Nadeschda Wassiljewna Stassowa

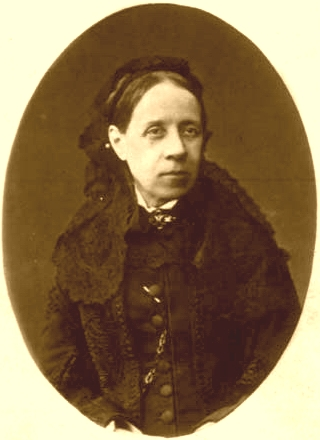
Nadeschda Wassiljewna Stassowa

Nadeschda Wassiljewna Stassowa (russisch Надежда Васильевна Стасова; * 12. Junijul. / 24. Juni 1822greg. in Zarskoje Selo; † 27. Septemberjul. / 9. Oktober 1895greg. in St. Petersburg) war eine russische Frauenrechtlerin.

## Leben
Nadeschda, Tochter des unbegüterten adligen Architekten Wassili Petrowitsch Stassow, erhielt eine häusliche Bildung. Ihr Gefühl, unzureichend ausgebildet zu sein, machte sie zu einer lebenslangen Kämpferin für die Frauenbildung.
1860 gründete Nadeschda als Führerin der Frauenbewegung in Russland zusammen mit Jewgenija Konradi, Marija Trubnikowa,  Nadeschda Beloserskaja und Anna Filossofowa in St. Petersburg die Gesellschaft für kostengünstige Wohnungen für Bedürftige unter dem Patronat des Großfürsten Michael Nikolajewitsch. Die Gesellschaft wollte auch den Frauen für ihre Existenz intellektuelle Arbeit ermöglichen und dazu in Russland ein System der höheren Bildung für Frauen aufbauen. Nadeschda und Marija Trubnikowa wendeten sich dazu an Wissenschaftler und bedeutende Personen der Literatur. Auch konnte Nadeschda die Frau ihres Bruders Dmitri für ihre Arbeit gewinnen. 1863 gründeten sie mit Anna Engelhardt die erste Frauenverlagsgenossenschaft. Zusammen mit den sogenannten büßenden Magdalenen kümmerte sich Nadeschda auch um Prostituierte. Sie engagierte sich in den Sonntagsschulen, die in St. Petersburg nur zwei Jahre lang existierten.
Dank des Einsatzes der führenden Frauenrechtlerinnen begannen 1870 in St. Petersburg die öffentlichen gemeinsamen Vorlesungen für Studenten und Studentinnen zunächst in Räumen des 5. Gymnasiums und dann in der Hochschule des Wladimir-Bezirks, so dass diese Vorlesungen als Wladimir-Kurse bekannt wurden. 1878 wurden die Höheren Kurse für Frauen unter der Leitung K. N. Bestuschew-Rjumins, die sogenannten Bestuschew-Kurse, eröffnet. Nadeschda übernahm das Amt der Aufseherin ohne Bezahlung und übte es mit einer kleinen Unterbrechung bis zur Neuordnung der Kurse 1889 aus. Gleichzeitig mit der Eröffnung der Kurse wurde die Satzung der Gesellschaft für die Bereitstellung von Mitteln für die höheren Kurse für Frauen genehmigt, in deren Komitee Nadeschda bis zu ihrem Tode einen Sitz hatte.
1893 wurde Nadeschda Vorsitzende der neuen Gesellschaft zur Unterstützung der Studierenden der Höheren Frauenkurse, unter deren Leitung Stassowa-Kinderkrippen eingerichtet wurden. Dort arbeitete Nadeschda unermüdlich bis zu ihrem Tode. Während des Jahres 1894 organisierte sie die Frauengesellschaft der gegenseitigen Hilfe, deren Realisierung sie nicht mehr erlebte.